# Hidea
Gli Hidea sono una band italiana formatasi nell'aprile 1996 a Parma.

## Storia
La formazione iniziale è composta da Matteo Papini alla voce, Federico Barigazzi alla batteria, Marco Trombi al basso e Pasquale Bubbico alle tastiere. Con questa formazione vincono la kermesse "Rock Targato Italia" nel 1998.
Nel 2002 dopo l'ingresso in formazione del chitarrista Gianluca Tavaroli vincono Sanremorock e vengono invitati a suonare a Genova in occasione del concerto per l'anniversario del G8 a fianco di gruppi come Subsonica, Bluvertigo, Meganoidi, Punkreas, Mau Mau e Linea 77.
Nel 2003 esce l'album di debutto Viola Box prodotto da Jive Electro di Zomba Records/EMI. L'album, registrato negli studi torinesi Casasonica da Alessandro Bavo, si compone di nove tracce dove spiccano i due singoli Fermoimmagine e Viola sensazione, di cui vengono realizzati anche i video, entrambi a regia di L. Vignolo. Segue il ViolaBox Tour che tra aprile ed agosto li porta in giro tutta la penisola con più di 40 date tra le quali spicca la partecipazione al "Nice Jazz Festival" di Nizza, esibendosi prima di Jamiroquai davanti ad un vasto pubblico.
Nel 2004 l'album viene ristampato da Alternative Produzioni/Venus con l'aggiunta del singolo Ira, mentre Nicola Bussoni diventa il nuovo chitarrista dopo l'uscita di Gianluca Tavaroli. A luglio il gruppo viene invitato per il secondo anno consecutivo a partecipare al "Nice Jazz Festival" di Nizza che tra gli altri ospitava Peter Gabriel e Zucchero. A settembre partecipano al Tora Tora di Genova in compagnia di Verdena, Afterhour, Linea77.
Nel 2006 Antonio Zanettoni sostituisce Marco Trombi al basso. In settembre vengono scelti da Komart e da  Milano Concerti per far parte del tour promozionale Lucky Brand Jeans Free Tour.
Nel 2008 iniziano a Monza le registrazioni del secondo album, con produttore artistico Andrea Andy Fumagalli, ex-tastierista dei Bluvertigo. Dopo aver trovato una nuova etichetta (The Lads Prmoduction/SFEM) e la nuova registrazione del master di Ogni cosa intorno, gli Hidea escono con il nuovo album Ogni cosa intorno a giugno 2012. Il tutto anticipato dal video dell'omonimo brano Ogni cosa intorno diretto da Stefano Poletti alla fine del 2011, interpretato dall'attrice emiliana Stefania Rivi.

## Discografia

### Album
- Viola Box (2003) Zomba Records/EMI
  1. Spettrospia
  2. Fermoimmagine
  3. Viola sensazione
  4. Nylon
  5. Kyla
  6. Random
  7. Si muove e sogna
  8. La casa dei sensi
  9. Amelie

- Viola Box '04 (2004) Alternative Produzioni/Venus
  1. Ira
  2. Spettrospia
  3. Fermoimmagine
  4. Viola sensazione
  5. Nylon
  6. Kyla
  7. Random
  8. Si muove e sogna
  9. La casa dei sensi
  10. Amelie

- Ogni cosa intorno (2012) The Lads Prmoduction/SFEM
  1. Lei dorme
  2. Isabelle
  3. Ogni cosa intorno
  4. A denti stretti
  5. Incomprensibile
  6. Disegni parole
  7. Immagino
  8. Ma che freddo fa
  9. Rumore bianco
  10. La dimensione
  11. Senza fine
  12. Come una sfera
  13. L'Attrice (bonus track)

### Singoli
- Fermoimmagine (2003), Jive Electro/Emi da Violabox
- Viola sensazione (2004), Alternative/Venus da Violabox
- L'attrice (2010), SFEM/The Lads Record da Ogni cosa intorno
- Ogni cosa intorno (2012), SFEM/The Lads Record da Ogni cosa intorno

### Video
- Fermoimmagine (2003), diretto da Lorenzo Vignolo
- Viola sensazione (2004), diretto da Lorenzo Vignolo
- Ogni cosa intorno (2012), diretto da Stefano Poletti